# Teodoric I d'Austràsia
Teodoric I (vers 485-533) va regnar com a rei merovingi d'Austràsia, amb capital a Reims, des del 511 fins a la seva mort.
Era el primer fill de Clodoveu I i una princesa de la monarquia dels francs renans. L'any 507 lluità al costat del seu pare a la Batalla de Vouillé, i sotmeté l'Albigès, el Roergue i l'Alvèrnia, que afegí a la seva part d'herència. Posteriorment (508) va conduir la campanya de Clodoveu contra els visigots, aliant-se amb els burgundis i ocupant temporalment Aquitània.

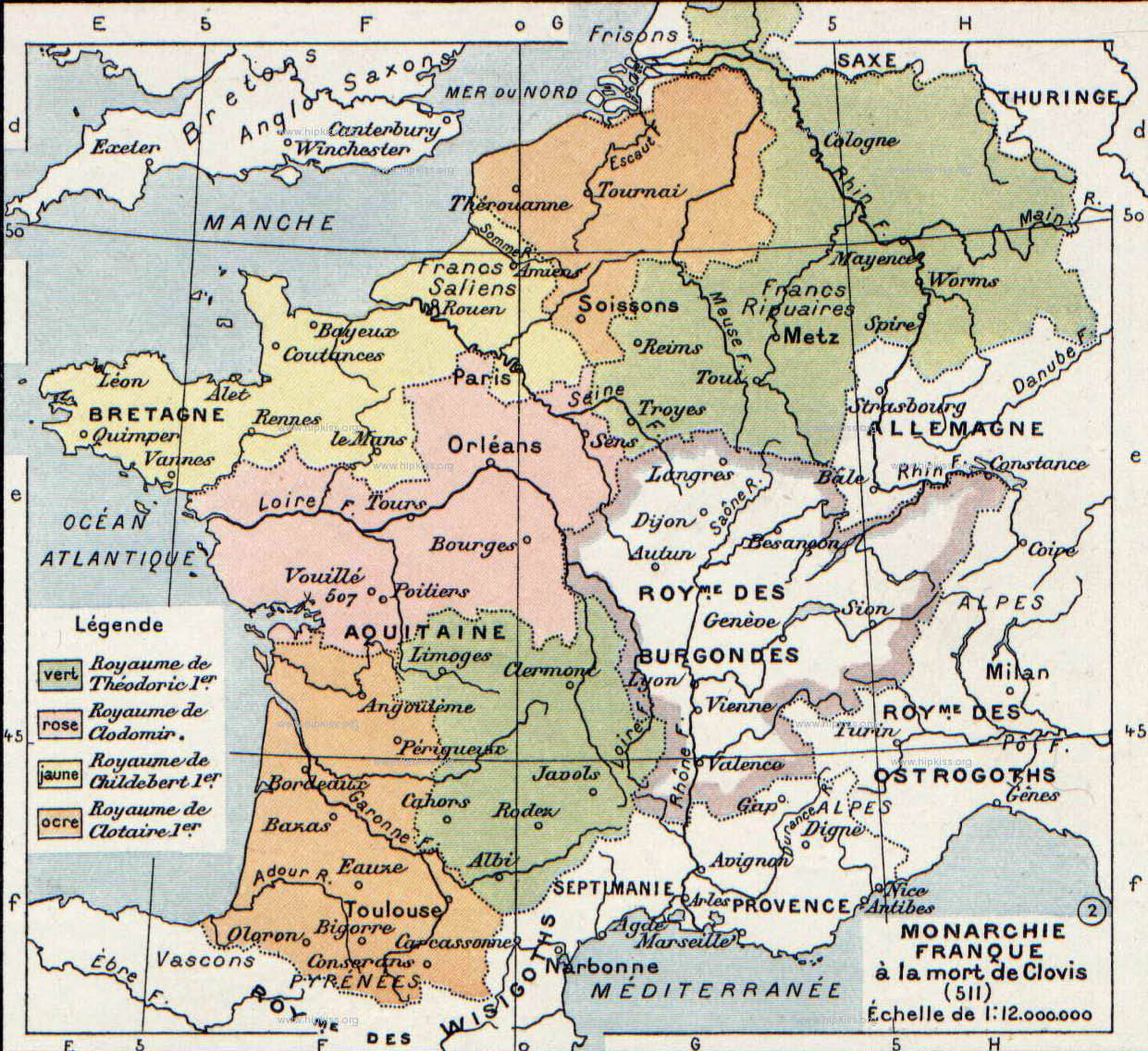
Divisió de la Gàl·lia a la mort de Clodoveu. Els territoris de Teodoric marcats en verd

L'any 511 morí Clodoveu, i segons els usos dels francs salis el seu regne es va repartir entre els quatre fills mascles. A ell li correspongué la regió dels ripuaris, la vall del Mosel·la, la futura Xampanya, les terres dels francs a la riba dreta del Rin i el dels alamans, en el territori que esdevindria la futura Austràsia. Les capitals del regne es van establir a Reims i a Metz. Els seus tres germanastres, fills de Clodoveu i Clotilde de Burgúndia, fundaren els seus respectius regnes a París (Khildebert I), Orleans (Clodomir I) i Soissons (Clotari I). Els quatre van establir les seves respectives capitals a la regió del Sena, a poca distància l'una de l'altra, cosa que va ajudar a mantenir la unitat del regne.
Poc després de rebre el seu regne, va enviar el seu fill Teodobert a combatre el rei gauta Chlochilaic (en llatí: Chlochilaicus; en francès: Chlochilaïc. És el Hygelác del Beowulf i el Hugleikr escandinau) que l'estava envaint. Teodobert va vèncer Chlochilaic i va repel·lir els invasors. Teodoric no es va voler implicar en la guerra que mantingueren els seus germans contra Segimon de Burgúndia (523), però participà en la segona campanya d'aquests contra els burgundis el 524. Els quatre germans resultaren vencedors, Sigimon fou fet presoner i posteriorment executat, i Teodoric es va casar amb la seva filla Suavegota, amb qui va tenir una filla, Teodechilda. Quan Godomar de Burgúndia, germà de Segimon, contraatacà per recuperar el regne, Teodoric va ajudar Clodomir a repel·lir l'atac a la batalla de Vézeronce (en la qual els francs resultaren victoriosos, però Clodomir fou mort).
Teodoric també s'involucrà en la guerra entre el rei turingi Hermanfrid i el seu germà Baderic. Hermanfrid va prometre mig regne a Teodoric a canvi de la seva ajuda, però un cop victoriós no va complir la seva promesa. Tedoric i el seu mig-germà Clotari envaïren Turíngia el 531, mataren Hermanfrid i els seus dos fills, i annexaren Turíngia al regne franc. Després de la invasió de Turíngia, imposà tribut als saxons.
Gregori de Tours registra la mort de Teodoric el vint-i-tresè any del seu regnat.